# 巴沃邱寧多傑
巴沃邱寧多傑（羅馬化：Pawo Choyning Dorji，1983年6月23日—）是一名印度裔不丹電影製片人和攝影師。他的電影導演處女作《不丹是教室》（2019年）獲得第94屆奧斯卡金像獎最佳國際影片獎提名。

## 早期生活和教育
多傑出生於印度大吉嶺，父親曾是不丹駐科威特外交官。他在印度生活期間就讀於科代卡納爾國際學校，回到不丹後就讀於楊臣輔格高級中學。2006年，他畢業於美國勞倫斯大學，獲得政府和國際關係學位。隨後他於2009年在薩拉佛教學院完成佛教哲學的資格認證。

## 職業生涯
多傑作為攝影師，為《VICE》、和《生活》等出版物供稿。他撰寫了許多攝影隨筆書籍。他的第三本書《月亮之光》（Light of the Moon）是在五年時間裡拍攝的。
多傑在2006年認識佛教大師和電影製作人宗薩仁波切，並通過與他的合作開始電影製作，首先在《瓦拉：祝福》（2013年）中擔任導演助理，之後擔任《嘿瑪嘿瑪》（2016年）的製片人。
多傑在喜馬拉雅村莊魯納納的一所偏遠學校拍攝他的導演處女作，歷時兩個月。《不丹是教室》在第63屆倫敦影展上進行全球首映。該片在2020年棕櫚泉國際影展上獲得觀眾選擇獎和最佳影片大獎。該片最初打算作為不丹第二次提交的第93屆奧斯卡金像獎最佳國際影片，但因出錯而在第二年重新提交，成為不丹的第一個奧斯卡獎提名。多傑回應說：「最神奇的是它是如此出乎意料……我希望它能激勵不丹和喜馬拉雅的電影人。」
2023年，多傑推出第二部長片電影《不丹沒有槍》，聚焦不丹民主化運動。电影代表不丹参与第96屆奧斯卡金像獎最佳国际影片奖角逐。

## 個人生活
多傑於2009年與臺灣女演員兼製片人賴梵耘結婚，賴梵耘是劇作家賴聲川的女兒。他們有一個女兒和一個兒子。他們一家人在台灣、不丹和印度之間分居。

## 出版書籍
- 《Seeing Sacred: Lights & Shadows Along the Path》
- 《Turquoise Heart: Bhutanese remembers a Bhutanese》（2017）
- 《The Light of the Moon: The Legacy of Xuanzang of Tang》（2019）

## 影視作品
| 年份 | 標題                   | 標題                           | 職務 | 職務 | 職務   | 職務       | 備註                                                  |
| 年份 | 譯名                   | 原名                           | 導演 | 編劇 | 製片人 | 其他       | 備註                                                  |
| ---- | ---------------------- | ------------------------------ | ---- | ---- | ------ | ---------- | ----------------------------------------------------- |
| 2013 | 瓦拉：祝福             | Vara: A Blessing               | 助理 |      |        | 劇照攝影師 |                                                       |
| 2016 | 嘿瑪嘿瑪               | Hema Hema                      |      |      | 是     |            |                                                       |
| 2019 | 不丹是教室             | Lunana: A Yak in the Classroom | 是   | 是   | 是     |            | 長片導演處女作 提名－第94屆奧斯卡金像獎最佳國際影片獎 |
| 2023 | 不丹沒有槍             | The Monk and the Gun           | 是   | 是   | 是     |            |                                                       |
| 2024 | 愛情城事－不存在的孩子 | Tales of Taipei                | 是   | 是   |        |            |                                                       |

## 榮譽
- 不丹：
  -  不丹皇家勳章（2022年12月17日）[15]

## 外部連結
- 巴沃邱寧多傑在互联网电影资料库（IMDb）上的資料（英文）